# Age Ain't Nothing but a Number (canção)
"Age Ain't Nothing But a Number" é uma canção da cantora norte-americana Aaliyah, presente em seu álbum de estreia de mesmo nome (1994). Foi escrita e produzida por R. Kelly e é liricamente sobre uma jovem garota querendo namorar um homem mais velho. Contendo uma interpolação lírica de "What You Won't Do for Love" (1978) de Bobby Caldwell, a balada soul começa com uma interação guitarra-piano, com a voz falada de Aaliyah escrevendo em seu diário. Blackground Records e Jive Records lançaram "Age Ain't Nothing But a Number" como terceiro single–e último nos Estados Unidos–do álbum em 6 de dezembro de 1994.
Comercialmente, "Age Ain't Nothing But a Number" não obteve grande desempenho na Billboard Hot 100, alcançando a 75ª posição, bem como a 35ª colocação da tabela Hot R&B/Hip-Hop Songs. Internacionalmente, alcançou o top 40 no Reino Unido. Embora os críticos tenham sido inicialmente positivos, a canção é amplamente considerada a parte mais controversa da discografia de Aaliyah, e após seu lançamento, a cantora cortou todos os laços pessoais e profissionais com R. Kelly. O videoclipe da música foi dirigido por Millicent Shelton e foi filmado principalmente em preto e branco.

## Composição e interpretação lírica
"Age Ain't Nothing But a Number" foi descrita como uma "balada soul" com Aaliyah "cantando de saudade de um amor mais velho". A música começa com "a voz falada de Aaliyah escrevendo em seu diário" e é "juntada com uma delicada interação guitarra-piano que ecoa a urgência de sua performance". A canção também apresenta um sample da música de Bobby Caldwell, "What You Won't Do for Love" (1978). Tonya Pendleton, do The Washington Post, descreveu a música como uma "súplica sedutora a uma pessoa mais velha para esquecer sua diferença de idade e permitir que seu relacionamento amadureça".

## Videoclipe
O videoclipe de "Age Ain't Nothing But a Number" foi dirigido por Millicent Shelton e filmado em Detroit, Michigan no final de 1994. Foi lançado através do canal BET durante a semana de 27 de novembro de 1994, depois estreando na MTV na semana de 8 de janeiro de 1995. Gravado principalmente em preto e branco, o clipe conta com aparições dos rappers Proof e Bizarre do grupo D-12 e do irmão de Aaliyah, Rashad Haughton. A versão editada para as rádios da canção, que remove o áudio de Aaliyah escrevendo em seu diário, foi a utilizada para o clipe.

## Lista de faixas
U.S./UK CD single
1. "Age Ain't Nothing But a Number" (LP Version)
2. "Age Ain't Nothing But a Number" (LP Version - No Intro)
3. "Age Ain't Nothing But a Number" (Instrumental)
4. "I'm Down"
5. "The Thing I Like"

U.S. Promotional single
1. "Age Ain't Nothing But a Number" (LP Version)
2. "Age Ain't Nothing But a Number" (LP Version - No Intro)

## Tabelas musicais
| Tabelas musicais (1994-1995)                       | Melhor posição |
| -------------------------------------------------- | -------------- |
| Escócia (OCC)                                      | 78             |
| Estados Unidos (Billboard Hot 100)                 | 75             |
| Estados Unidos - Hot R&B/Hip-Hop Songs (Billboard) | 35             |
| Estados Unidos - US Rhythmic (Billboard)           | 36             |
| Reino Unido - UK Club Charts (Music Week)          | 70             |
| Reino Unido - UK Dance (OCC)                       | 19             |
| Reino Unido - UK R&B (OCC)                         | 6              |
| Reino Unido - UK Singles Chart (OCC)               | 32             |